# Carla de Sá
Carla de Sá (1975) es una actriz, cantante, y dobladora de filmes portuguesa. Es hija del actor y también doblador Rui de Sá. Obtuvo una licenciatura en psicología por la Universidad Lusófona.

## Doblajes
| Personaje                                                    | Título portugués                  | Título original                         |
| ------------------------------------------------------------ | --------------------------------- | --------------------------------------- |
| Ryoko, Sasami                                                | Tenchi Muyo!                      | Tenchi Muyo!                            |
| Vanda                                                        | A Carrinha Mágica                 | Magic Schoolbus                         |
| Kimberley "Kim" Sakai (Sliced Ice), Lazerette                | Skysurfer: Forças especiais       | Skysurfer Strike Force                  |
| Teresa (irmã de cor-de-rosa)                                 | As Três Irmãs                     | Les Tres Bessones                       |
| Kaoru Kamiya                                                 | Samurai X                         | Rurouni Kenshin: Meiji Kenkaku Romantan |
|                                                              | Alvin e os esquilos               | Alvin and the Chipmunks                 |
| Beatriz                                                      | Jardim da Celeste                 | Jardim da Celeste                       |
| Elefanta Fidgity                                             | Dumbo                             | Dumbo                                   |
| Megara (voz e canções)                                       | Hércules                          | Hercules                                |
| Mulan                                                        | Mulan                             | Mulan                                   |
| Jane                                                         | Tarzán                            | Tarzán                                  |
| Querida, Si, Am, Peg                                         | A Dama e o Vagabundo              | Lady and the Tramp                      |
| Célia                                                        | Monstros e Companhia              | Monsters, Inc.                          |
| Bela                                                         | A Bela e o Monstro                | The Beauty and the Beast                |
| Helga Katrina Sinclair                                       | Atlântida - O Continente Perdido  | Atlantis - The Lost Continent           |
|                                                              | A Floresta Mágica                 | El Bosque Animado, sentirás su magia    |
| D. Hortênsia (Mrs. Hogenson), Miragem (Mirage), Doce (Honey) | The Incredibles - Os Super-Heróis | The Incredibles                         |
| Canção do genérico inicial                                   | Heróis da Bíblia                  | The Beginner's Bible                    |
| Grace                                                        | O Paraíso da Barafunda            | Home on the Range                       |
| Coral                                                        | À Procura de Nemo                 | Finding Nemo                            |
| Helena                                                       | Sonho de uma noite de S. João     | El sueño de una noche de San Juan       |
| Abba                                                         | Astérix e os Vikings              | Astérix et les Vikings                  |
| Beth                                                         | Boog & Elliot vão à caça          | Open Season                             |
| Dexter                                                       | O Laboratório de Dexter           | Dexter's Laboratory                     |
| Bart Simpson                                                 | Los Simpson: la película          | The Simpsons Movie                      |
| Lorka                                                        | Aventuras com Dragões             | Dragon Tales                            |
| Irmã Malvada 2 (Stepsister 2)                                | E Não Viveram Felizes Para Sempre | Happily N'Ever After                    |
|                                                              | Igor                              | Igor                                    |
|                                                              | Nanny McPhee e o Toque de Magia   | Nanny McPhee & The Big Bang             |
| Debbie                                                       | Marmaduke                         | Marmaduke                               |
| A Rainha Tira, Ministro, Amalia                              | Alisa sabe qué hacer!             | Алиса знает, что делать!                |
| Dusk                                                         | Scooby-Doo e o Fantasma da Bruxa  | Scooby-Doo and the Witch's Ghost        |

## Dirección de doblajes
| Título portugués              | Título original                         |
| ----------------------------- | --------------------------------------- |
| Abelha Maia*                  | Mitsubachi Maaya no Boken               |
| Samurai X [TVI]               | Rurouni Kenshin: Meiji Kenkaku Romantan |
| Nutri Ventura                 | Nutri Ventura                           |
| Alvin e os esquilos [TVI]     | Alvin and the Chipmunks                 |
| Sandokan - O Tigre da Malásia | Sandokan - The TV Movie                 |

## Canciones
- "Medo" – 01.25 (Jardim da Celeste)
- "Zangada" – 02.42 (Jardim da Celeste)
- "Jogo Com Canção" – 00.50 (Jardim da Celeste)
- "Jogar, Brincar" – 01.04 (Jardim da Celeste)
- "Minorías" – 01.06 (Jardim da Celeste)
- "Despedida" – 01.05 (Jardim da Celeste 2)
- "Filme" – 01.19 (Jardim da Celeste 2)
- "Grande Festa" – 01.35 (Jardim da Celeste 2)
- "The Siamese Cat Song" (versión portuguesa) – 2.26 (Lady and the Tramp / Disney)
- "La La Lu" (versión portuguesa) – 2.54 (Lady and the Tramp / Disney)
- "Eu Nem Sei Se é Amor" – 2.05 (Hércules / Disney)
- "A Minha Pátria" - ca. 2 min (Cabeças no Ar)

## Actuaciones

### Series televisivas
- 1990. Os Melhores Anos (como Joana) [acreditada como Carla Cristina]
- 1991. A Esfera de Ki (como Madalena) [acreditada como Carla Cristina]
- 1992. Crónica do Tempo (como Marta)
- 1992. O Grande Irã (como Rita) [acreditada como Carla Cristina]
- 1992/1993. Telhados de Vidro (como Laurinha) [acreditada como Carla Cristina]
- 1996. Mistérios de Lisboa [película para TV]
- 1997. Jardim da Celeste [Actriz y doblajista en serie infantil]
- 1999. Cruzamentos
- 2001. Bastidores
- 2007-2010. Conta-me Como Foi (como Ilda)
- 2008. Casos da Vida (como Raquel / Ana)
- 2008. A Outra (como Inspectora Judiciaria Isabel Garcia)
- 2009-2010. Ele é Ela (como Rosa)
- 2011. O Profeta (como Marta) [película para TV]

### En la cinematografía
- 2008. Amália (como Natália Correia)
- 2012. Photo (como enfermera)

### En el teatro
| Aoo       | Pieza | Autor, Productor                      |
| --------- | --- | ------------------------------------- |
| 1995      | O Ensaio | Jean Anouilh, versão de João Lourenço |
| 2000      | Pop Corn como Brooke (Miss Playboy)                                                                                            | Ben Elton, UAU - Produção de Ideias   |
| 2003      | O Dono do Nada | KlássiKus / Volte-Face                |
| 2004 2005 | Cabeças no Ar (assistente de encenação e interpretación)                                                                       | Adriano Luz                           |
| 2006      | O Assobio da Cobra (A Mulher da Rosa)                                                                                          | Adriano Luz                           |
| 2007      | Cabeças no Ar (assistente de encenação e interpretación) Personagens: Ministra da Educação, "Petromax" e restantes professoras | Adriano Luz                           |